# Michail Borissowitsch Chodorkowski

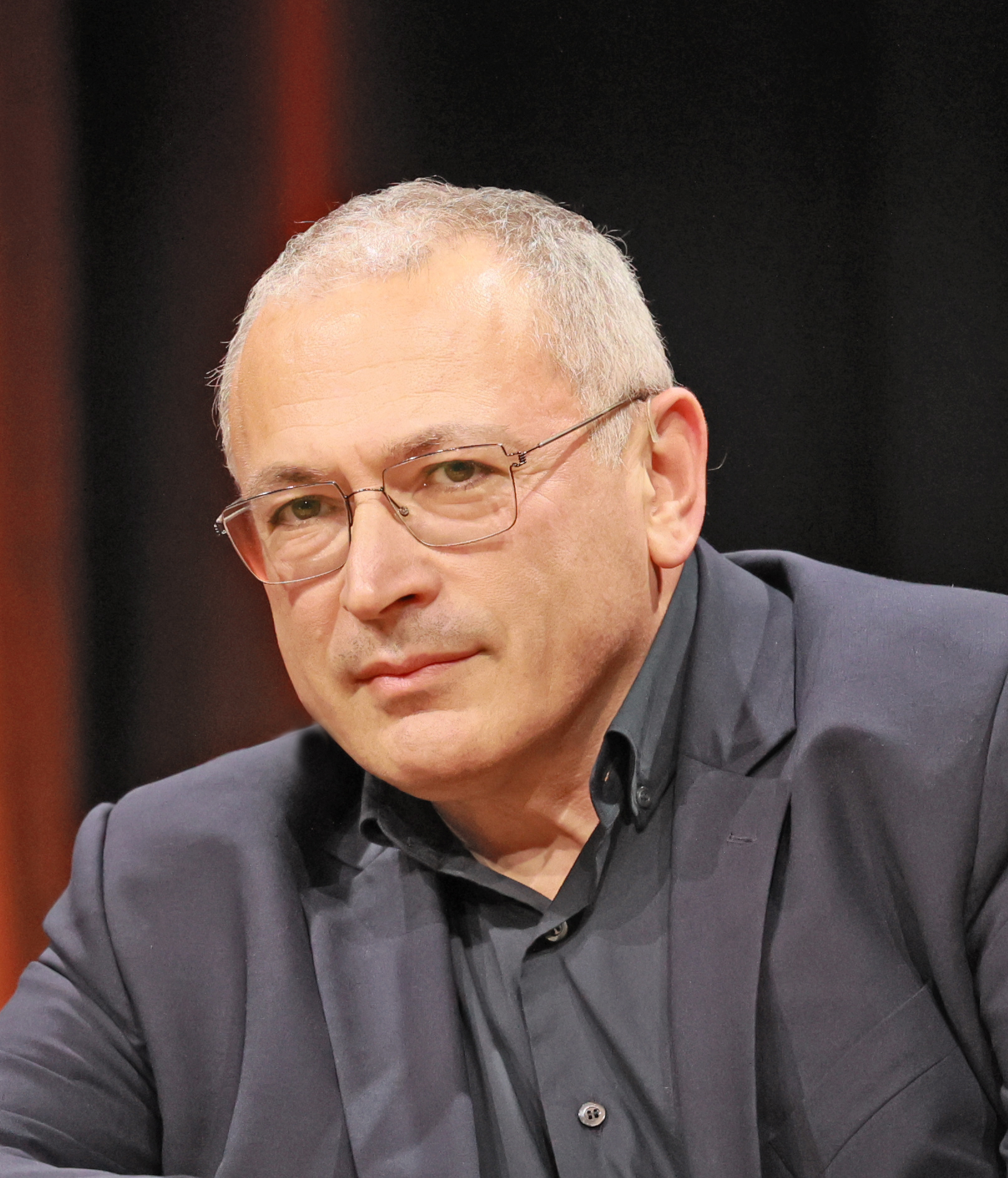
Michail Chodorkowski (2023)

Michail Borissowitsch Chodorkowski (russisch Михаил Борисович Ходорковский, wissenschaftliche Transliteration Michail Borisovič Chodorkovskij; * 26. Juni 1963 in Moskau) ist ein russischer Unternehmer, früherer Oligarch und ehemaliger Vorstandsvorsitzender des heute insolventen Ölkonzerns Yukos. Von Oktober 2003 bis zum 20. Dezember 2013 befand er sich (wie auch sein Kollege Platon Lebedew) aufgrund einer Verurteilung wegen Steuerhinterziehung und planmäßigen Betrugs in Haft.
Amnesty International hielt Chodorkowskis Verurteilung für politisch motiviert und bezeichnete ihn als prisoner of conscience (deutsch Gewissenshäftling); der Europäische Gerichtshof für Menschenrechte hat im September 2011 seine Verurteilung als „nicht politisch motiviert“ eingestuft.
Kurz vor Weihnachten 2013 wurde Chodorkowski nach einem Gnadengesuch überraschend begnadigt und freigelassen. Am 25. Dezember 2013 wurde bekannt, dass das Oberste Gericht Russlands zwei gegen Chodorkowski verhängte Urteile überprüfen ließ.
Chodorkowski lebt heute mit seiner Familie in London. Seit Dezember 2015 fahndet die russische Justiz erneut nach ihm, nun wegen eines angeblichen  Mordes am ehemaligen Bürgermeister der Stadt Neftejugansk im Jahr 1998.

## Leben

### Jugend und Aufstieg
Chodorkowski wurde als Sohn einer russisch-orthodoxen Chemikerin und eines russisch-jüdischen Chemikers geboren. 1981 nahm er ein Chemiestudium am Chemisch-Technischen Mendelejew-Institut in Moskau auf und arbeitete während der Studienzeit parallel als Mitglied einer Brigade des Komsomol (der Jugendorganisation der KPdSU) in einem Moskauer Wohnungsbaukombinat. Im Jahre 1986 schloss er die Hochschule als Diplomchemiker, 1988 den Studiengang als Volkswirt am Moskauer Plechanow-Institut ab. Von 1986 bis 1987 war er stellvertretender Komsomolsekretär des Mendelejew-Instituts. Danach übernahm er die Leitung des Zentrums für wissenschaftlich-technisches Schöpfertum der Jugendstiftung für Jugendinitiative (NTTM), eines auf marktwirtschaftlichen Prinzipien beruhenden Komsomol-Unternehmens. Die Gründung von NTTM war 1987 durch ein Gesetz möglich geworden, das privatwirtschaftliche Tätigkeit in Form von Genossenschaften zuließ. Chodorkowski importierte damals Computer, Jeans und Brandy aus dem Ausland und exportierte zum Beispiel Matrjoschka-Puppen.
Ursprünglich wollte Chodorkowski in die Rüstungsindustrie eintreten, aber wegen seiner jüdischen Herkunft väterlicherseits konnte er diesen Wunsch nicht realisieren. Er wurde stattdessen Funktionär in der KPdSU-Jugendorganisation Komsomol.
In der Sowjetunion gehörte Chodorkowski zu jenen Kadern des Parteinachwuchses, welche die Phase der beginnenden Privatisierung zum eigenen Vorteil nutzen konnten. „Hier herrschte in den Übergangszeiten nach dem Zusammenbruch der Sowjetunion das Gesetz des Dschungels. Keiner wusste genau, welche Vorschriften noch galten – ich nutzte das aus“, erklärte er 2002 und beschrieb sich selber als „Räuberbaron“ in jenen Jahren.
1989 übernahm Chodorkowski den Vorsitz der Kommerziellen Innovationsbank für wissenschaftlich-technischen Fortschritt, die mit dem Ziel gegründet wurde, Geldmittel für NTTM zu beschaffen. Sie war eine der ersten Privatbanken Russlands. 1990 kaufte die Kommerzielle Innovationsbank dem Exekutivkomitee des Moskauer Sowjets die Firma NTTM ab und benannte sie in Menatep-Invest um. Chodorkowski war nun Generaldirektor von Menatep und ab 1991 Vorstandsvorsitzender. In der Gründerphase nach dem Zerfall der Sowjetunion konnte die Menatep-Bank rasch an Bedeutung gewinnen, was Chodorkowski wiederum zu politischen Beziehungen in Regierungskreisen und im Umfeld des ersten russischen Präsidenten Jelzin verhalf. 1992 wurde Chodorkowski Mitglied im Beraterstab des russischen Premierministers und im März 1993 Stellvertretender Minister für Brennstoffe und Energie. 1993 bis 1994 war er auch Mitglied des Rats für Industriepolitik bei der russischen Regierung; 1993 beteiligte er sich an der Finanzierung und Organisation des Wahlkampfes für Präsident Jelzin während der Parlamentswahlen am 12. Dezember 1993.
Am 30. März 1995 nahm Chodorkowski an der Kabinettssitzung teil, auf der erstmals das „loans for shares“-Programm vorgeschlagen wurde. Im Rahmen dieses Privatisierungsprogramms wurden in der Folge einige große Erdölunternehmen privatisiert. Die Menatep-Bank konnte bei den Auktionen 1995/1996 45 % der Aktien des Mineralölunternehmens Jukos kaufen.
Die wichtigste Transaktion gelang der Menatep-Bank durch ihre Tochtergesellschaft zur Aktienverwaltung Rosprom im Jahr 1995: Unter Leitung von Platon Lebedew sicherte sich die Rosprom in einer Privatisierungs-Pfandauktion die Aktienmehrheit des vertikal integrierten Ölunternehmens Jukos für 309 Millionen Dollar und damit weit unter dem Marktwert des Unternehmens. Da die Menatep-Bank schon vorher die Hausbank von Jukos war und auch die Auktion selbst durchführte, hatte sie optimale Startbedingungen für den Erwerb der Aktien bzw. Insiderwissen. Einwände unterlegener Bieter blieben unberücksichtigt.
Im April 1996 gab Chodorkowski den Vorstandsvorsitz der Bank Menatep ab und wechselte in die Führung von Jukos, dem damals zweitgrößten russischen Ölkonzern. Bei den Präsidentenwahlen Mitte 1996 setzte er sich gemeinsam mit anderen Großunternehmern massiv für die Wiederwahl Jelzins ein. Im Oktober 1996 wurde er Mitglied des 'Konsultativrats für Bankwesen' bei der russischen Regierung. Als sich Rosprom und Jukos 1997 zu einer Holding vereinigten, übernahm Chodorkowski deren Führung als Vorstandsvorsitzender. Eine weitere Fusion mit dem Ölkonzern Sibneft scheiterte 1998.
Im November 1998 wurde Chodorkowski zum Mitglied des Kollegiums des Energieministeriums berufen. Mit letzterem, das die Verteilung der Erdölexportquote neu regelte, geriet er im Oktober 1999 in Konflikt. Nachdem er in der Zeitung Wedomosti erklärt hatte, dass die Bildung eines Reservefonds für die Erdölexportquote den Diebstahl fördere und es auch erlaube, Exportrechte ohne Kontrolle zu verteilen, verklagte ihn das Ministerium wegen Beleidigung.
Als Jukos-Vorstandsvorsitzender sorgte Chodorkowski, der die Rubel-Krise von 1998 überstanden hatte, für größere Transparenz bei Jukos und legte die Anteilseigner offen. Er führte westliche Standards bei der Buchführung ein und erklärte „Ehrlichkeit, Offenheit und Verantwortung“ zum Leitmotiv. Durch diese Reformen reduzierte er die Produktionskosten um zwei Drittel und erreichte damit eine niedrigere Kosten-pro-Barrel-Quote als alle anderen russischen Ölfirmen. Bald darauf galt er als reichster Mann Russlands. Jukos wurde unter Chodorkowski zu einem der führenden russischen Rohstoffunternehmen. Chodorkowski setzte zunehmend auf Corporate Governance, forderte das russische Unternehmertum auf, mehr Verantwortung zu übernehmen, und finanzierte auch soziale Vorhaben.

### Konflikt mit der Staatsmacht

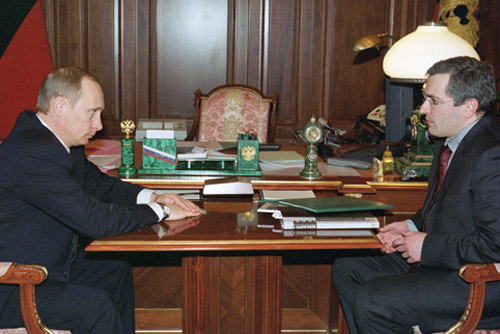
Chodorkowski während eines Empfangs bei Putin (2002)

Chodorkowski war stets bemüht, seinen Einfluss auf die russische Innenpolitik, den er seit den Zeiten von Semibankirschtschina hatte, weiter auszubauen. Er finanzierte Oppositionsparteien, wie 1999 zur Wahl der Duma die liberale Partei Jabloko, aber auch die Kommunistische Partei und die Regierungspartei Einiges Russland. Eine Erklärung zur Unterstützung solch ideologisch unterschiedlicher Parteien liefert Iwan Gratschow, ehemaliges Mitglied des Zentralrates der Partei Jabloko: „Erdöl-Lobbyisten kauften im Grunde genommen Jabloko, aber das bedeutet nicht, dass sie auch die Ideologie dieser Partei teilen. Das Ziel ist, über Jabloko Plätze in der Duma zu bekommen und eigene Leute dorthin zu schleusen, die die Interessen der Großindustrie vertreten werden.“ Schließlich verdächtigte er die Regierung öffentlich der Korruption. Immer deutlicher stilisierte sich Chodorkowski selbst als Mann des Westens. Er versuchte, US-Unternehmen an Jukos zu beteiligen: So führte er Verhandlungen mit den US-Ölkonzernen ExxonMobil und Chevron Texas über eine mögliche Beteiligung. 2002/2003 erreichte er erneut eine Steigerung der Förderungsleistungen von Jukos und brachte nun die Fusion mit Sibneft zustande.
Im Vorfeld der Ermittlungen gegen Jukos hatte er als vermutlich reichster Mann Russlands angesichts der bevorstehenden Duma- und Präsidentenwahlen mehrfach verkündet, dass er nicht nur Parlamente, sondern auch Wahlergebnisse kaufen könne.
Chodorkowski war ein Kritiker der Gelenkten Demokratie (und damit des russischen Präsidenten Wladimir Putin): Er verglich sie mit Singapur, wo die Medien zwar frei sind, aber Selbstzensur herrscht. Gerichte seien nicht unabhängig und Menschenrechte existierten nur auf dem Papier.

#### Open Russia
2001 gründete Chodorkowski in London die Open Russia Foundation. Die Stiftung hatte das Anliegen, Offenheit und Integration der Menschen in Russland und der Welt zu fördern. („The motivation for the establishment of the Open Russia Foundation is the wish to foster enhanced openness, understanding and integration between the people of Russia and the rest of the world.“) Die Stiftung förderte Lehrerbildung und kulturelle Aktivitäten. Die Stiftung in Russland wurde 2006 durch den russischen Staat geschlossen. Chodorkowski setzte sich in Regionen, in welchen Yukos arbeitete, für Bildungsprojekte ein.
Seit der Freilassung Chodorkowskis erstellt Open Russia Berichte zum Zustand Russlands. Im Weiteren sucht sie Freiwillige zur Mitarbeit und Förderung von freien Wahlen oder unterstützt die Suche nach in der Ukraine gefallenen Russen.

### Verhaftung und Verurteilung, 2003–2005
Am 19. Februar 2003 gerieten Chodorkowski und Putin vor laufenden Fernsehkameras über die Frage der Korruption heftig aneinander. Mit diesem Schlagabtausch begann das Drama Chodorkowskis. Am 25. Oktober 2003 wurde Chodorkowski bei einem Zwischenstopp mit seinem Privatjet in Nowosibirsk festgenommen und in Moskau inhaftiert. Wenig später erging ein Haftbefehl, wonach Chodorkowski durch Unterschlagung und Steuerhinterziehung am russischen Staat einen Gesamtschaden in Höhe von über einer Milliarde US-Dollar verursacht haben soll.
In westlichen Medien wurde seine Verhaftung mit seinem pro-westlichen politischen Engagement in Verbindung gebracht; Chodorkowski sei so in Konflikt mit der Regierung unter Präsident Wladimir Putin geraten. Dieser hatte den Oligarchen zwar mehr oder weniger offiziell zugesichert, dass ihre zurückliegenden Gesetzesüberschreitungen während der „Raubritterphase“ der Jelzin-Ära nicht verfolgt würden – aber nur, wenn sie die politischen Interessen Russlands vertreten.
Der Staatsanwalt forderte in der Folge eine Freiheitsstrafe von zehn Jahren. Neun Jahre Haft in einem Straflager für Chodorkowski und seinen Geschäftspartner Lebedew lautete im Mai 2005 das Urteil, unter anderem wegen schweren Betruges und Steuerhinterziehung. Ein Revisionsgericht reduzierte im September 2005 die Strafe auf acht Jahre Haft.
Beschwerde beim Europäischen Gerichtshof für Menschenrechte
Bereits 2004 hatten Chodorkowskis Anwälte eine Beschwerde beim Europäischen Gerichtshof für Menschenrechte in Straßburg eingereicht. Sie warfen Russland vor, es habe aus politischen Motiven mit Chodorkowski abrechnen wollen. Die vom Gerichtshof fast in vollem Umfang zugelassene Beschwerde war teilweise im Zusammenhang mit der Festnahme, der Untersuchungshaft und ihrer gerichtlicher Prüfung erfolgreich, weil in verschiedenem Umfang das Verbot erniedrigender Behandlung und das Recht auf Freiheit verletzt worden seien; den Missbrauch des Strafverfahrens zu politischen Zwecken verneinte der Gerichtshof in seinem Urteil vom 31. Mai 2011. Chodorkowski erhält Schadenersatz von 10.000 Euro und Prozesskostenerstattung von 14.500 Euro. Russland kündigte Berufung gegen das Urteil an.

### Haft in einem Straflager 2005
Nach seiner Verurteilung wurde Chodorkowski im Oktober 2005 in das sibirische Straflager JaG 14/10 (Исправительное учреждение общего режима ЯГ-14/10) in Krasnokamensk, im östlichen Länderdreieck Russland-China-Mongolei inhaftiert. Im Dezember 2006 wurde er in ein Untersuchungsgefängnis nach Tschita verlegt.
Chodorkowski trat Ende Januar / Anfang Februar 2008 in einen Hungerstreik, der nach elf Tagen am 8. Februar 2008 sein Ziel erreichte, dem schwer kranken Untersuchungshäftling Wassili Alexanjan, der zuletzt im Jukos-Vorstand Vizevorsitzender Chodorkowskis gewesen war, die nötige medizinische Behandlung zu verschaffen. Alexanjan verstarb im Oktober 2011 40-jährig, drei Jahre nachdem er aus dem Gefängnis entlassen worden war, an den Folgen seiner AIDS-Erkrankung in seinem Haus in Moskau.
Anträge Chodorkowskis auf vorzeitige Entlassung lehnten die Gerichte im August und Oktober 2008 ab.

### Haft in Moskau 2009 und zweiter Prozess
Im Februar 2009 wurde Chodorkowski von seinem Gefängnis in Sibirien nach Moskau gebracht, um sich weiteren Prozessen zu stellen. Eine der Klagen – eingereicht von seinem ehemaligen Zellengenossen Alexander Kutschma wegen sexueller Belästigung – lehnte ein Moskauer Stadtgericht jedoch ab. Im zweiten Verfahren, das Anfang März 2009 begann, warf die Staatsanwaltschaft Chodorkowski und erneut auch Lebedew vor, in den Jahren 1998 bis 2003 Einnahmen von umgerechnet rund 20 Milliarden Euro unterschlagen zu haben. Das Moskauer Chamowniki-Gericht sprach die beiden im Dezember 2010 wegen Unterschlagung von 218 Millionen Tonnen Öl und Geldwäsche schuldig. Sie wurden zu je sechs weiteren Jahren Haft verurteilt. Die Verteidigung hat Berufung gegen das Urteil eingelegt.
Der Prozess gegen Chodorkowski und Lebedew sowie das Urteil riefen laute internationale Kritik hervor.
Anfang Februar 2011 hat Russlands Präsident Dmitri Medwedew juristische Expertenprüfungen für verschiedene Fälle, die in der Öffentlichkeit ein starkes Echo ausgelöst hatten, angekündigt. Darunter befindet sich auch das umstrittene zweite Urteil gegen Chodorkowski. Ein von der Regierung eingesetztes Gremium für die Förderung der Menschenrechte und Bürgergesellschaft sollte ein Gutachten nach dem Inkrafttreten des Urteils zum kritisierten Verfahren erstellen.
Am 14. Februar 2011 sorgte ein Interview für Aufsehen. Natalja Wassiljewa, eine Assistentin des Richters Wiktor Danilkin, die während des Prozesses als Gerichtssprecherin diente, behauptete, Danilkin sei das Urteil von den russischen Behörden aufgezwungen worden. Wassiljewa zufolge entsprach das von Danilkin am Stadtgericht vorbereitete Urteil nicht den Erwartungen. Deshalb sei ihm vom Moskauer Zentralgericht ein anderes Urteil vorgelegt worden, das er habe verlesen müssen. Wassiljewa schildert im Interview detailliert, wie die politische Einflussnahme ausgesehen haben soll. Richter Danilkin bezeichnete die Äußerungen als Verleumdung. Das Moskauer Stadtgericht wies die Vorwürfe, das Urteil stamme nicht von Danilkin, zurück.
Im Vorfeld der Urteilsverkündung hatte eine Äußerung von Ministerpräsident Putin für Wirbel gesorgt. Am 16. Dezember 2010, bevor das Urteil gesprochen wurde, sagte Putin in der Fragestunde einer Fernsehsendung, es sei davon auszugehen, dass „die Verbrechen von Herrn Chodorkowski vor dem Gericht bewiesen wurden“. „Jeder Dieb muss ins Gefängnis“, sagte Putin. Chodorkowskis Anwalt Juri Schmidt kritisierte die „direkte Einmischung“ Putins in den Prozess, durch die Druck auf den Richter ausgeübt werde. „Das ist nach Artikel 17 der europäischen Menschenrechtskonvention verboten“, sagte Schmidt und kündigte an, dies in einer Klage vor dem europäischen Menschenrechtsgerichtshof vorzubringen, sollte Chodorkowski verurteilt werden. Russlands Präsident Medwedew kritisierte Putin für dessen Äußerungen am Fernsehen indirekt: „Weder der Präsident noch ein anderer Beamter hat das Recht, seine Position in diesem Fall oder irgendeinem anderen Verfahren vor dem Urteilsspruch wiederzugeben.“

### Berufungsverhandlung 2011
Am 24. Mai 2011 bestätigte ein Moskauer Berufungsgericht das Urteil der Vorinstanz, reduzierte aber die Gesamtstrafe um je ein Jahr. Somit hätten Chodorkowski und Lebedew bis 2016 in Haft bleiben müssen. Als Begründung für die Reduktion der Strafe ging das Gericht von einer weit kleineren Menge Öl aus, die unterschlagen worden sei.
Amnesty International erklärte Chodorkowski und Lebedew nach Abschluss des Berufungsverfahrens zu gewaltlosen politischen Gefangenen (prisoners of conscience).

### Antrag auf vorzeitige Haftentlassung und Verlegung nach Karelien 2011
Ende Mai 2011 stellten Chodorkowski und Lebedew einen Antrag auf vorzeitige Haftentlassung mit der Begründung, sie hätten mehr als die Hälfte ihrer Haftstrafe verbüßt. Dieser Antrag wurde als formell unzureichend abgelehnt, worauf die beiden Inhaftierten einen zweiten einreichten. Noch bevor darüber entschieden wurde, wurde Chodorkowski ins Straflager Nummer 7 im Kreis Segescha in der russischen Teilrepublik Karelien verlegt.

#### Rüge und Aufhebung des Urteils durch den Europäischen Gerichtshof für Menschenrechte 2020
Die Richter des Europäischen Gerichtshofs für Menschenrechte entschieden im Januar 2020 einstimmig, dass Russland „das Menschenrecht der Antragsteller auf einen fairen Prozess verletzt“ habe. Das Gericht stellte fest, dass Chodorkowski und Lebedew wegen Handlungen verurteilt wurden, die keine Straftaten waren. Die Anerkennung eines solchen Verstoßes gegen Artikel 7 der Konvention bedeutet, dass das Urteil nichtig wäre. Der Autor des Berichts in der Nowaja gaseta gab sich erstaunt, dass das Gericht trotz der Aussage „Wir müssen davon ausgehen, dass das Verbrechen von Herrn Khodorkovsky vor Gericht bewiesen wurde“ von Präsident Putin, dies während laufender Verhandlung, nicht als politisch motiviert anerkannte.

### Begnadigung 2013
Am 18. Dezember 2013 verabschiedete das russische Parlament anlässlich des 20. Jahrestages der russischen Verfassung ein vom Kreml eingebrachtes Amnestiegesetz. Nachdem Präsident Wladimir Putin nach der Pressekonferenz am 19. Dezember 2013 unabhängig davon auch Chodorkowskis Begnadigung angekündigt hatte, wurde dieser nach einem ihm nahegelegten Gnadengesuch an Putin schon am folgenden Tag freigelassen und reiste nach Deutschland aus. Eine wesentliche Rolle als Vermittler in den mehrere Monate andauernden Verhandlungen hatte der ehemalige deutsche Außenminister Hans-Dietrich Genscher eingenommen; dieser nannte als weitere Beteiligte Bundeskanzlerin Angela Merkel, den bis Dezember 2013 amtierenden Außenminister Guido Westerwelle, die Direktorin des Mauermuseums, Alexandra Hildebrandt und den deutschen Botschafter in Moskau Ulrich Brandenburg. Beteiligt war auch Genschers Berater Alexander Rahr. Zweieinhalb Jahre vorher, so Rahr, habe Genscher ihn gebeten, ihn zu unterstützen. Er habe auch für ihn übersetzt, weil es "extrem wichtig" gewesen sei, dass Genschers viele Treffen mit der russischen Führung nicht an die Öffentlichkeit gelangten, da nur so die Mission ein Erfolg werden konnte. Über seinen Beitrag an der Freilassung konnte Rahr nichts mitteilen, da dies sich auf geheimdiplomatischer Ebene abgespielt habe.
Das Gnadengesuch war umstritten. Der Pressesprecher Peskow beteuerte, Chodorkowski habe einen Brief geschrieben, seine Schuld eingestanden und Reue gezeigt: Seine Anwälte betonten nach Darstellung des Spiegel, er habe um keine Begnadigung gebeten. Es wurde vermutet, dass Putin kurz vor den Olympischen Winterspielen in Sotschi das eigene Image aufpolieren wollte. Putin selbst bezeichnete die Begnadigung als "humanitären Akt". Chodorkowskis 79-jährige Mutter Marina sei schwer erkrankt. Demgegenüber steht die Aussage Chodorkowskis im Gespräch mit der Moderatorin Sobtschak, dass er neben dem Gnadengesuch einen persönlichen Brief an Putin geschrieben habe. Darin habe er Erklärungen zu seiner familiären Lage und zu seinen Zukunftsplänen abgegeben. Er äußerte Dankbarkeit gegenüber Putin, weil er die persönlichen Details des Briefes nicht öffentlich gemacht habe. Er betonte, er habe kein Schuldeingeständnis abgegeben. Es habe auch keine Bedingungen für seine Freilassung gegeben. Er habe in dem persönlichen Brief dargestellt, dass er nicht vorhabe, sich mit Politik zu befassen und auch nicht um Rückgabe der Aktiva kämpfen würde, sagte er zu The New Times. Alexander Rahr meinte zu den Motiven Putins, er habe mit der Freilassung die deutsch-russischen Beziehungen normalisieren wollen. 2014 wurde ein vertraulicher Brief Genschers an Putin bekannt, der Einblick in die Motive Putins gab.
Seine erste Aussage nach der Ausreise nach Berlin machte Chodorkowski überraschenderweise zu den Olympischen Spielen. Dies sei ein "Fest der Millionen, ein Fest des Sports". Das sollte man nicht verderben. Er sprach sich gegen einen Boykott aus. Gleichzeitig warnte er, die Spiele sollten nicht zum "Fest Putins" gemacht werden. Er kündigte außerdem an, er wolle die Opposition in Russland nicht finanziell unterstützen.

#### Gefängnisporträts
Zwischen 2010 und 2013 schrieb Chodorkowski, als ein Ende seiner letztlich zehnjährigen Haft noch nicht absehbar war, drei- bis fünfseitige Gefängnisporträts, die in der Oppositionszeitung The Moscow Times veröffentlicht wurden und auf Deutsch in der Frankfurter Allgemeinen Sonntagszeitung. 2014 erschienen davon 21 Texte in seinem Buch Meine Mitgefangenen. Das Buch sei ein Panorama Russlands „oder zumindest jenes Teiles von Russland, zu dem – wie es in der Einleitung heißt – ‚die meisten normalen Menschen üblicherweise keinen Zugang haben‘“, so Erich Klein in Ö1. Chodorkowski sei durch Briefwechsel aus dem Gefängnis mit Autoren, wie Boris Akunin oder Ljudmila Ulizkaja, zu einem gewandten Schreiber herangereift. „Die Geschichte vom verwahrlosten Funktechniker Valentin, der bei der Reparatur des Fernsehers in der Zelle wieder Halt im Leben findet, oder die Unterhaltung mit einem jungen russischen Neonazi und Holocaustleugner sind geradezu literarische Meisterleistungen.“

### Exil
Am 30. Dezember 2013 bestätigte das schweizerische Außenministerium (EDA), dass das am 24. Dezember eingereichte Gesuch Chodorkowskis für ein dreimonatiges Schengen-Visum für die Schweiz bewilligt wurde. Am 5. Januar 2014 traf er in der Schweiz ein. Seine Ehefrau sowie seine Zwillingssöhne lebten in der Schweiz, wo sie zur Schule gingen. Nach einem entsprechenden Gesuch an den Kanton St. Gallen bekam er aufgrund dortiger Ausnahmebestimmungen eine auf ein Jahr befristete Aufenthaltsbewilligung. Das Bundesamt für Migration bestätigte die Bewilligung am 30. März 2014. Die Familie ließ sich in Rapperswil-Jona nieder, 2015 zog sie weiter nach London.

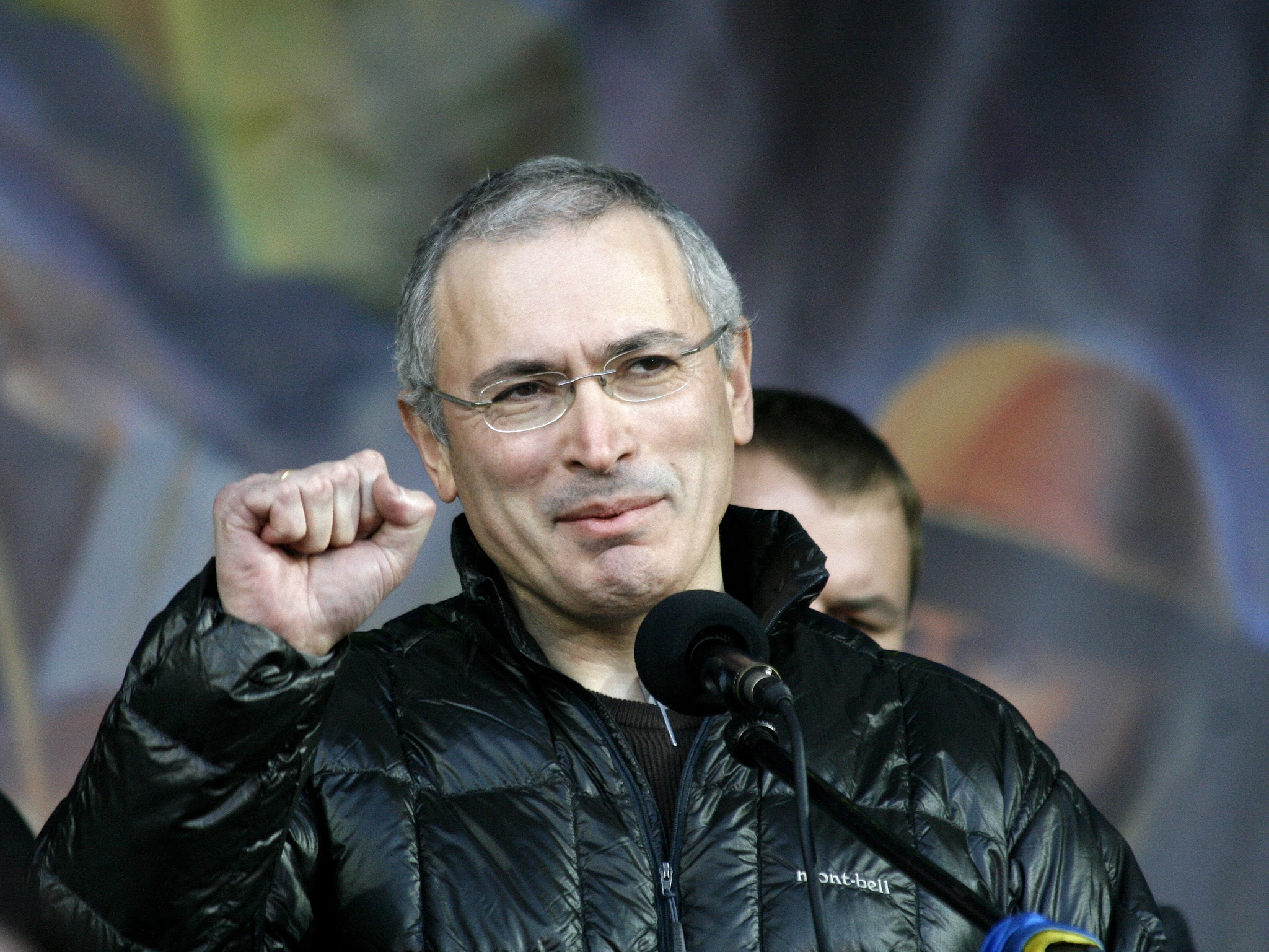
Chodorkowski auf dem Euromaidan in Kiew (2014)

Auf dem Euromaidan erklärte Chodorkowski, die neue prowestliche Führung der Ukraine zu unterstützen.
Bei der Bekanntgabe von Richtlinien seiner neu gegründeten Stiftung Offenes Russland in Berlin im September 2014 machte sich Chodorkowski für einen grundlegenden Machtwechsel in Russland stark: „Es geht nicht darum, Wladimir Putin zu ersetzen, sondern das System, welches zu meinem tiefen Bedauern in meiner Heimat entstanden ist.“ Im Juni 2015 trat er am Swiss Economic Forum auf und beschrieb Putin als davon überzeugt, „der Messias zu sein, dessen persönlicher Erfolg für das ganze Land gelte“.
Bei einer Konferenz in der estnischen Hauptstadt Tallinn im April 2017 rief Chodorkowski die russischen Bürger dazu auf, bei der Präsidentschaftswahl 2018 für den Regierungskritiker Alexei Nawalny zu stimmen. Parallel kündigte er an, die Leitung von Offenes Russland aufgeben zu wollen. Die russische Gesellschaft, so Chodorkowski, sei „reif für ein Modell ohne Führungsfigur“.
Er gehört dem Stiftungsrat der Boris Nemzow Stiftung für die Freiheit an.
Im April 2022 sagte Chodorkowski, dass alle Entscheide des Westens gegenüber Russland immer zu spät gefallen seien. Für die Anfälligkeit der Russen für die russische Propaganda und die Putin'sche Ideologie, wie sie sich der ganzen Welt nun offenbarte, habe es leider objektive Voraussetzungen gegeben, darunter die Prämisse, dass ein erheblicher Teil der russischen Bevölkerung sich selbst als Verlierer wahrnahm wie es Putin ihnen einzureden versuchte. Es sei dieses Gefühl, dass sie verloren hätten, obwohl sie in Wirklichkeit „knapp am Rande ihres Sieges, eines wirklichen Sieges“, im Sinne ihres Wohlergehens gestanden hatten. „Das war unser größter Fehler der Reformer, dass wir den Menschen im Jahr 2000 nicht zeigen konnten: Ihr habt fast gewonnen.“
Zum Westen sagte er, dieser habe keine große Wahl; in Putins Kopf befände sich Russland bereits im Krieg mit der NATO: „Die Wahl des Westens ist, ob er Putin auf dem Territorium der Ukraine besiegen will, oder auf dem Territorium eines der NATO-Länder.“ Der Westen sei nüchtern betrachtet gezwungen, der Ukraine für eine russische Niederlage zu helfen, da vor Putins Niederlage kein Ende denkbar sei.
Im Mai 2022 wurde Chodorkowski vom russischen Justizministerium als „ausländischer Agent“ eingestuft. Im selben Monat nahm er am 8. Russland-Forum in Vilnius teil, zusammen mit dem ehemaligen russischen Premierminister Michail Kassjanow, dem Leiter der US-Denkfabrik Freedom House, dem Leiter des US-Rundfunks Radio Free Europe und anderen. Ziel des „Anti-Putin-Gipfels“ war es eine Strategie zu entwickeln, wie Russland „deputinisiert“ werde könne und den „russischen Bären zu erschlagen“, gemeint war Wladimir Putin. Im Oktober gab er die Schrift  „How to kill a dragon?“ (Ein Handbuch für beginnende Revolutionäre) heraus, in welchem er vom Thema der Charakterisierung Putins als „Dieb“ mehr zum Übergang Russlands zu einer neuen Regierung wechselte. Ein neues Regime in Russland werde es kaum vor 2026 geben, auch falls Putin schon vorher abtreten müsste. Die russische Gesellschaft befinde sich 2022 „in einem leicht hysterischen Zustand“ und sei nicht offen für Zukunftsvisionen.
Im Februar 2023 erschien Chodorkowskis Buch Wie man einen Drachen tötet. Es behandelt u. a. die Frage, wie eine totalitaristische Herrschaft beendet werden kann. Chodorkowski nannte es ein „Handbuch zur Revolution“.
Im Juni 2023 rief Chodorkowski die russische Bevölkerung dazu auf, den Putschversuch von Jewgeni Prigoschins Wagner-Truppen zu unterstützen, um die russische demokratische Anti-Kriegs-Opposition zu stärken und zu zeigen, dass es möglich ist, gegen Putin zu rebellieren.

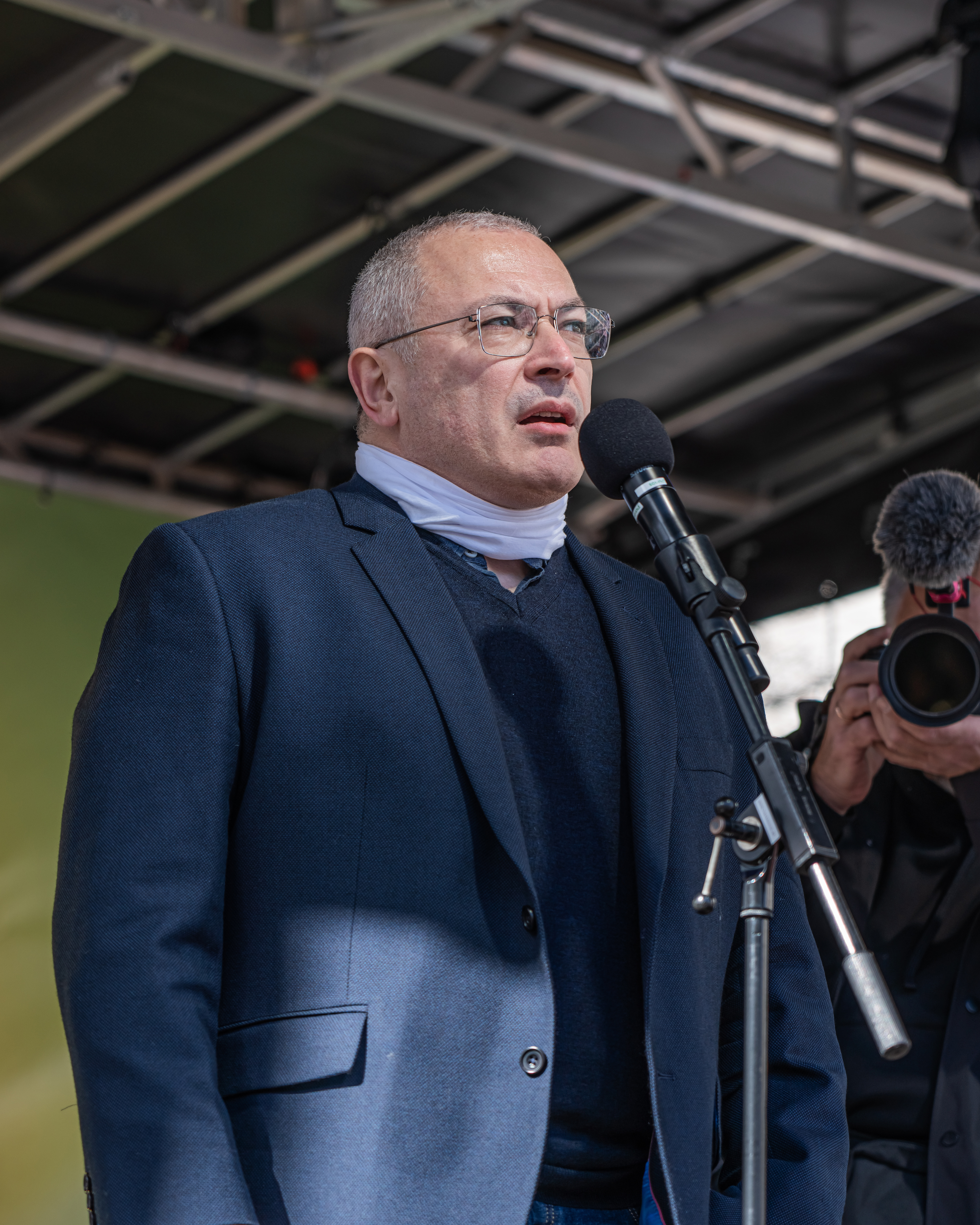
Chodorkowski am 17. März 2024, bei einer Protestkundgebung an der Russischen Botschaft in Berlin anlässlich der Präsidentschaftswahl

Im Februar 2024 sprach sich Chodorkowski dafür aus, dass der Westen das erwartbare Ergebnis der russischen Präsidentschaftswahl 2024 nicht anerkennen sollte. Dies würde laut Chodorkowski Putins Legimität als Staatsoberhaupt schwächen.

## Kritik
Die britische Zeitung The Sunday Telegraph schrieb noch im Jahr 2004, Chodorkowski ziehe „eine Spur von betrogenen westlichen Investoren und verdächtigen Todesfällen“ hinter sich her und habe sich in die westliche Elite eingekauft.

## Sonstiges
Chodorkowski ist in zweiter Ehe verheiratet und hat vier Kinder. 2004 schätzte das Wirtschaftsmagazin Forbes Magazine das Vermögen von Chodorkowski auf 15,2 Milliarden US-Dollar. Damit war er auf Platz 16 der reichsten Menschen auf der Welt und die reichste Person in Russland.
Der estnische Komponist Arvo Pärt widmete Chodorkowski im Jahr 2008 seine Sinfonie Nr. 4 Los Angeles. Bei der estnischen Post kann man seit 2011 eine Briefmarke bestellen, die Chodorkowski und Lebedew zeigt.
Kristine Tornquist und Periklis Liakakis schrieben 2015 im Auftrag des Operntheaters Sirene eine biographische Oper  über die Geschichte von Michail Chodorkowski und Wladimir Putin, die im November 2015 in Wien uraufgeführt wurde. Trotz der sehr kontroversen Aufnahme zeigte auch die Griechische Staatsoper in Athen im Februar 2020 diese Produktion.

## Auszeichnungen
- 2010: Dr.-Rainer-Hildebrandt-Medaille von Alexandra Hildebrandt. Mit dem Preis wird einmal im Jahr außerordentliches, gewaltloses, menschenrechtliches Engagement gewürdigt.
- 2010: Globus-Literaturpreis der russischen Zeitschrift Snamja. Damit wird der Briefwechsel zwischen dem inhaftierten Chodorkowski und der Schriftstellerin Ljudmila Ulitzkaja gewürdigt. Eine deutsche Übersetzung erschien in der Zeitschrift Osteuropa (1/2010)[9]
- 2012: Ehrenmitglied des russischen P.E.N.-Zentrums
- 2017: Hayek-Medaille

## Publikationen
- Mit Leonid Nevzlin: Человек с рублем. (deutsch: Der Mann mit dem Rubel.) Menatep-Inform, Moskau 1992, ISBN 5-7043-0575-X.
- Статьи. Диалоги. Интервью. (deutsch: Artikel. Dialoge. Interviews.) Eksmo Publishing House, Moskau 2010.[101]
- Briefe aus dem Gefängnis. Aus dem Russischen von Birgit Veit und Ganna-Maria Braungardt, mit einem Essay von Erich Follath. Knaus, München 2011, ISBN 978-3-8135-0449-1.[102]
- Michail Chodorkowski [befragt von] Natalija Geworkjan: Mein Weg: Ein politisches Bekenntnis. Aus dem Russischen von Steffen Beilich. DVA, München 2012, ISBN 978-3-421-04510-2.
- Meine Mitgefangenen. Aus dem Russischen von Vlada Phillip und Anselm Bühling. Galiani, Berlin 2014, ISBN 978-3-86971-089-1.
- Wie man einen Drachen tötet: Handbuch für angehende Revolutionäre. Aus dem Russischen von Olaf Kühl, Europa Verlag, München 2023, ISBN 978-3-95890-573-3.[103]

## Rezeption

### Roman
- Olaf Kühl: Tote Tiere. Rowohlt Berlin, Berlin 2011, ISBN 978-3-87134-725-2.

### Dokumentarfilme
- Cyril Tuschi: Khodorkovsky. Deutschland, 2011
- Alex Gibney: Citizen K. USA. 2019

#### DokumentarfilmKhodorkovsky
An den Internationalen Filmfestspielen Berlin 2011 wurde der Dokumentarfilm Khodorkovsky von Cyril Tuschi erstmals gezeigt. Der deutsche Regisseur mit russischen Vorfahren hatte fünf Jahre an diesem Porträt über Chodorkowski gearbeitet und in Gesprächen mit mehr als 70 Zeitzeugen 180 Stunden Interviewmaterial gesammelt. Nach Tuschis Angaben kostete der Film 400.000 Euro und wurde durch verschiedene staatliche Filmförderungen und durch den Bayerischen Rundfunk finanziert. Als Höhepunkt des Films gilt ein Interview mit Chodorkowski, das Tuschi am Rande der Gerichtsverhandlung führen konnte. Noch vor der Premiere sorgte der Film für Schlagzeilen, da in Tuschis Berliner Produktionsräumen eingebrochen wurde und vier Computer mit der Endfassung des Films gestohlen wurden. Schon zuvor, Anfang Januar 2011, hatten nach Angaben von Tuschi Unbekannte eine Festplatte mit Teilen des Dokumentarfilms in Bali entwendet.

### OperChodorkowski
Das Sirene Operntheater brachte im November 2015 in Wien eine Oper über Chodorkowski zur Uraufführung. Das Libretto von Kristine Tornquist umfasst nicht nur das Königsdrama zwischen Chodorkowski und Putin, sondern auch die komplexen historischen Hintergründe von 1989 bis 2013. Die sich wandelnden Beziehungen zwischen Wirtschaft und Staat verändern im Lauf der Zeit auch die Beziehung zwischen den Protagonisten, die zu Beginn einander nicht ganz unähnlich sind – zwei junge, ehrgeizige Männer mit großen Plänen, die nichts zu verlieren haben. Die Musik für Kammerorchester und 16 Solisten stammt vom griechischen Komponisten Periklis Liakakis. Die Produktion wurde mit dem Österreichischen Musiktheaterpreis 2017 ausgezeichnet und 2020 von der Griechischen Staatsoper in Athen wiederaufgenommen.